# Van Williams
Van Williams (New York, 1966. december 5. –) amerikai dobos, aki a Nevermore együttes tagjaként ismert. Karrierjét a Pure Sweet Hell zenekarban kezdte New Yorkban, majd 1993-ban áttelepült Seattle-be. Még ez évben csatlakozott a Nevermore-hoz. Mivel nemcsak dobos, hanem grafikus-illusztrátor is, az ő nevéhez kötődik a zenekar logoja, emellett számos póló konstrukcióit is ő tervezte meg. Pure Sweet Hellben énekelni is szokott.
Van Williams Pearl dobokat és Sabian cintányérokat használ.

## Dobok: Pearl MMX juhar
- 10x8"tom
- 12x9"tom
- 13x10"tom
- 13x5.5"snare
- 16x16"floor tom

### Cintányér: Sabian cintányérok
- 22"Professional power ride
- 18",20",professional power china
- 8",10" rock splash
- 17",18", rock crash
- 8" raw bell
- 13" rock hats
- 14" regular hats

## Diszkográfia

### Nevermore
- Nevermore (1995)
- In Memory (EP, 1996)
- The Politics of Ecstasy (1996)
- Dreaming Neon Black (1999)
- Dead Heart in a Dead World (2000)
- Enemies of Reality (2003)
- This Godless Endeavor (2005)
- The Year of the Voyager (2008) - koncertlemez
- The Obsidian Conspiracy (2010)

### Pure Sweet Hell
- The Voyeurs of Utter Destruction as Beauty (2002)
- Spitting at the Stars (2011)

## Fordítás
- Ez a szócikk részben vagy egészben  a   Van Williams (musician) című angol Wikipédia-szócikk fordításán alapul.  Az eredeti cikk szerkesztőit annak laptörténete sorolja fel. Ez a jelzés csupán a megfogalmazás eredetét és a szerzői jogokat jelzi, nem szolgál a cikkben szereplő információk forrásmegjelöléseként.